# منطقه ۷۰ (قطر)
منطقه ۷۰ یک منطقهٔ مسکونی در قطر است که در الضعاین واقع شده‌است. منطقه ۷۰ ۲۳۹٫۱ کیلومتر مربع مساحت و ۵۳٬۰۰۱ نفر جمعیت دارد.